# Vaulandry
Vaulandry var en kommun i departementet Maine-et-Loire i regionen Pays de la Loire i nordvästra Frankrike. Kommunen låg i kantonen Baugé som tillhör arrondissementet Saumur. Området som utgjorde den tidigare kommunen Vaulandry hade 311 invånare år 2017.
Kommunen upphörde den 1 januari 2013, då den slogs samman med kommunen Clefs till den nya kommunen Clefs-Val d'Anjou.

## Befolkningsutveckling
Antalet invånare i kommunen Vaulandry
| Referens: INSEE |